# Jurassic World: Dominion
Jurassic World Dominion (bra: Jurassic World - Domínio; prt: Mundo Jurássico: Domínio) é um filme de aventura e ficção científica da franquia estadunidense Jurassic Park. Sequência do filme de 2018, Jurassic World: Fallen Kingdom, bem como o sexto filme da franquia Jurassic Park e o terceiro filme da série Jurassic World, iniciada em 2015. O filme tem no elenco Chris Pratt, Bryce Dallas Howard, Sam Neill, Laura Dern, Jeff Goldblum, Justice Smith, Daniella Pineda, Jake Johnson, Omar Sy, Isabella Sermon e BD Wong, reprisando seus papéis nos filmes anteriores da franquia. O filme é dirigido por Colin Trevorrow, que escreveu o roteiro em parceria com Emily Carmichael, baseado em uma história de Trevorrow e seu parceiro de escrita, Derek Connolly. Assim como seu antecessor, Frank Marshall e Patrick Crowley produziram o filme, tendo Trevorrow e Steven Spielberg, atuando como produtores executivos.
As filmagens começaram no Canadá em fevereiro de 2020 e mudaram para outras locações na Inglaterra no mês seguinte. O filme estava programado para estrear em 11 de junho de 2021 pela Universal Pictures, porém foi adiado para 10 de junho de 2022 devido à pandemia. Antes, o filme teve uma pré-estreia na Cidade do México em 23 de maio de 2022. No Brasil, o lançamento foi em 2 de junho de 2022, e, em Portugal, o filme foi lançado em 9 de junho de 2022.
Em virtude da Pandemia de COVID-19, as filmagens do filme iniciadas em fevereiro de 2020 tiveram que ser interrompidas por tempo indeterminado. Em julho de 2020, as gravações foram retomadas e concluídas quatro meses depois, em novembro.
O filme foi, em geral, um sucesso de bilheteria e um fracasso de crítica.

## Elenco
- Chris Pratt como Owen Grady[13]
- Bryce Dallas Howard como Claire Dearing[13]
- Sam Neill como Dr. Alan Grant[14]
- Laura Dern como Dra. Ellie Sattler[14]
- Jeff Goldblum como Dr. Ian Malcolm[14]
- Isabella Sermon como Maisie Lockwood[15]
- Campbell Scott como Lewis Dodgson
- B. D. Wong como Dr. Henry Wu
- DeWanda Wise como Kayla Watts
- Mamoudou Athie como Ramsay Cole[16]
- Justice Smith como Franklin Webb
- Daniella Pineda como Zia Rodriguez
- Jake Johnson como Lowery Cruthers
- Omar Sy como Barry Sembène
- Dichen Lachman
- Scott Haze

## Produção

### Pré-produção
Em fevereiro de 2018, foi anunciado que o então filme sem título, conhecido anteriormente como Jurassic World 3, seria lançado em 11 de junho de 2021. Foi anunciado que Trevorrow escreveria o roteiro com Emily Carmichael, baseado em uma história de Trevorrow e seu parceiro de escrita, Derek Connolly.

### Escrita
Durante o desenvolvimento de Jurassic Worldː Fallen Kingdom em 2015, Trevorrow disse que Fallen Kingdom podia mostrar os dinossauros entrando em open source, resultando em diversas entidades ao redor do mundo sendo capazes de criar seus próprios dinossauros para diversos fins. Certas cenas e ideias sobre a integração dos dinossauros no mundo foram removidas de Fallen Kingdom para serem usadas no terceiro filme, bem como para manter o foco da história do segundo filme. Segundo o diretor de Fallen Kingdom, J.A. Bayona, "Houve momentos em que pensávamos, 'isso tem cara de uma cena para Jurassic [World] 3,' então tiramos do roteiro. Algumas dessas cenas que pensamos seriam melhor vistas em um mundo onde os dinossauros se espalharam pelo mundo todo. Colin, de vez em quando, vinha até mim e falava, 'Quero que esse personagem diga essa linha porque esse é o momento que está fazendo referência a algo que quero usar em Jurassic 3'."
Trevorrow afirmou que a sequência se concentraria nos dinossauros que se tornaram open source após serem vendidos e espalhados pelo mundo em Fallen Kingdom, permitindo que outras pessoas além do Dr. Henry Wu criem seus próprios dinossauros. Trevorrow afirmou que o filme seria ambientado ao redor do mundo e disse que a ideia de Henry Wu ser a única pessoa que sabe como criar um dinossauro era rebuscada "depois de 30 anos de existência dessa tecnologia" no universo dos filmes. Além disso, o filme focará nos dinossauros que foram libertados no final de Fallen Kingdom, mas não retrataria dinossauros aterrorizando cidades, uma ideia que Trevorrow considerou irreal. Em vez disso, Trevorrow estava interessado em um mundo onde "um dinossauro pode correr na frente de seu carro em uma estrada enevoada ou invadir seu acampamento em busca de comida. Um mundo onde a interação de dinossauros é improvável, mas possível - da mesma forma que observamos ursos ou tubarões. Caçamos animais, traficamos, pastoreamos, criamos, invadimos seu território e pagamos o preço, mas não entramos em guerra com eles." Trevorrow disse que o filme também seria sobre a redenção de Owen e Claire, e sua responsabilidade de cuidar de Maisie, uma garota clonada do filme anterior. Trevorrow disse sobre o filme e seus predecessores: "Tenho um filme de dinossauros que sempre quis ver e foram necessários dois filmes para conquistá-lo".

### Filmagem
Em 19 de fevereiro de 2020, uma unidade de produção usou drones para filmar cenas aéreas em Cathedral Grove, na Ilha Vancouver, no Canadá. A fotografia principal começou em 24 de fevereiro de 2020, e o título do filme foi anunciado no dia seguinte como Jurassic World: Dominion. As filmagens na cidade canadense de Merritt, Colúmbia Britânica, estavam programadas para começar em 25 de fevereiro de 2020. As filmagens em Merritt foram concluídas no início de março e as filmagens incluíram o centro da cidade.
Mais tarde, em março de 2020, a produção mudou para Hawley Common, na Inglaterra, onde partes do filme anterior foram filmadas. As filmagens em Hawley Common, bem como em Minley Woods, ocorreram em uma filmagem de três noites de 9 a 11 de março, com filmagens de helicóptero na noite final. Outros locais de filmagem na Inglaterra incluiriam Pinewood Studios, onde o filme anterior foi rodado. As filmagens nos estúdios incluiriam o 007 Stage, onde grandes cenários foram montados. Um cenário externo no Pinewood Studios representava um avião acidentado em um ambiente com neve. Outros locais de filmagem incluiriam Malta e sua capital, Valletta. Malta foi escolhida como local de filmagem depois que a comissão de cinema do país introduziu incentivos financeiros em abril de 2019, na esperança de atrair o projeto para a área.
O orçamento do filme é de 265 milhões de dólares. John Schwartzman é o diretor de fotografia do filme, retornando à posição depois de trabalhar com Trevorrow no primeiro filme, Jurassic World. O filme foi rodado com o título provisório de Arcadia, que é o nome do navio que transportou dinossauros para o continente dos EUA no filme anterior. O filme usa mais dinossauros animatrônicos do que os filmes anteriores da trilogia. Os animatrônicos foram criados por John Nolan, e o paleontólogo Steve Brusatte é consultor científico do filme.

#### Pandemia da COVID-19
Em 13 de março de 2020, a produção foi interrompida como medida de segurança devido à pandemia de COVID-19. A decisão sobre quando retomar a produção era inicialmente esperada dentro de algumas semanas. Após o atraso, os cineastas economizaram tempo fazendo um trabalho de pós-produção nas filmagens que já foram feitas. A maioria dessas cenas apresentava dinossauros, permitindo que a equipe de efeitos visuais iniciasse nas criaturas.
A gravação foi retomada em 6 de julho de 2020. Um hotel inteiro na Inglaterra foi alugado pela Universal para o restante das gravações, permitindo que o elenco e equipe fizessem a quarentena lá por duas semanas antes de retomarem as gravações. Após a quarentena, eles estavam permitidos a circular livremente pelo hotel sem distanciamento social e sem máscara. O elenco e os funcionários do hotel eram testados três vezes por semana. A locação do hotel, combinada com as precauções contra a COVID-19, convenceu o elenco que seria seguro retomar a gravação. O hotel forneceu uma "bolha" protetora para o elenco e equipe. As medidas de seguração custaram em média de 9 milhões de dólares, inclusos os quartos de hotel. Jurassic Worldː Dominion foi uma dos primeiros filmes a retomar a produção durante a pandemia. A respeito da proteção contra a COVID-19, a Universal considerou o filme ideal para retomar a produção, pois requeria poucas locações reais fora dos sets de estúdio, e tinha um elenco relativamente pequeno e poucos convidados. O início precoce das filmagens na Inglaterra também tornou mais fácil retomar. O filme serviu de exemplo para outras grandes produções sobre como retomar durante a pandemia.

## Recepção

### Bilheteria
Até 2 de outubro de 2022, Jurassic World Dominion tinha feito 376 milhões de dólares de bilheteria nos Estados Unidos e no Canadá, e outros 624,8 milhões de dólares pelo mundo, totalizando mais de 1 bilhão de dólares arrecadados, sendo o 51.º filme da história a alcançar a marca do bilhão.

### Crítica
No site agregador de críticas Rotten Tomatoes, o filme alcançou um índice de 29% de aprovação (baseado em 390 resenhas), com uma nota média de 4,8/10. O consenso do site era: "Jurassic World Dominion pode ser um pouco melhor em relação aos seus antecessores imediatos em alguns aspectos, mas esta franquia caiu muito desde o início clássico". Em última análise, Dominion se tornou o filme mais mal avaliado da franquia Jurassic World. Já o site Metacritic, sua nota média foi de 38 (de 100), baseado em 59 resenhas de críticos, indicando uma recepção "desfavorável". A posição negativa dos críticos se centrou no roteiro fraco e tempo de execução, com muitos alegando que a franquia tinha seguido seu curso final.